# ガトー・デュ・プレジダン

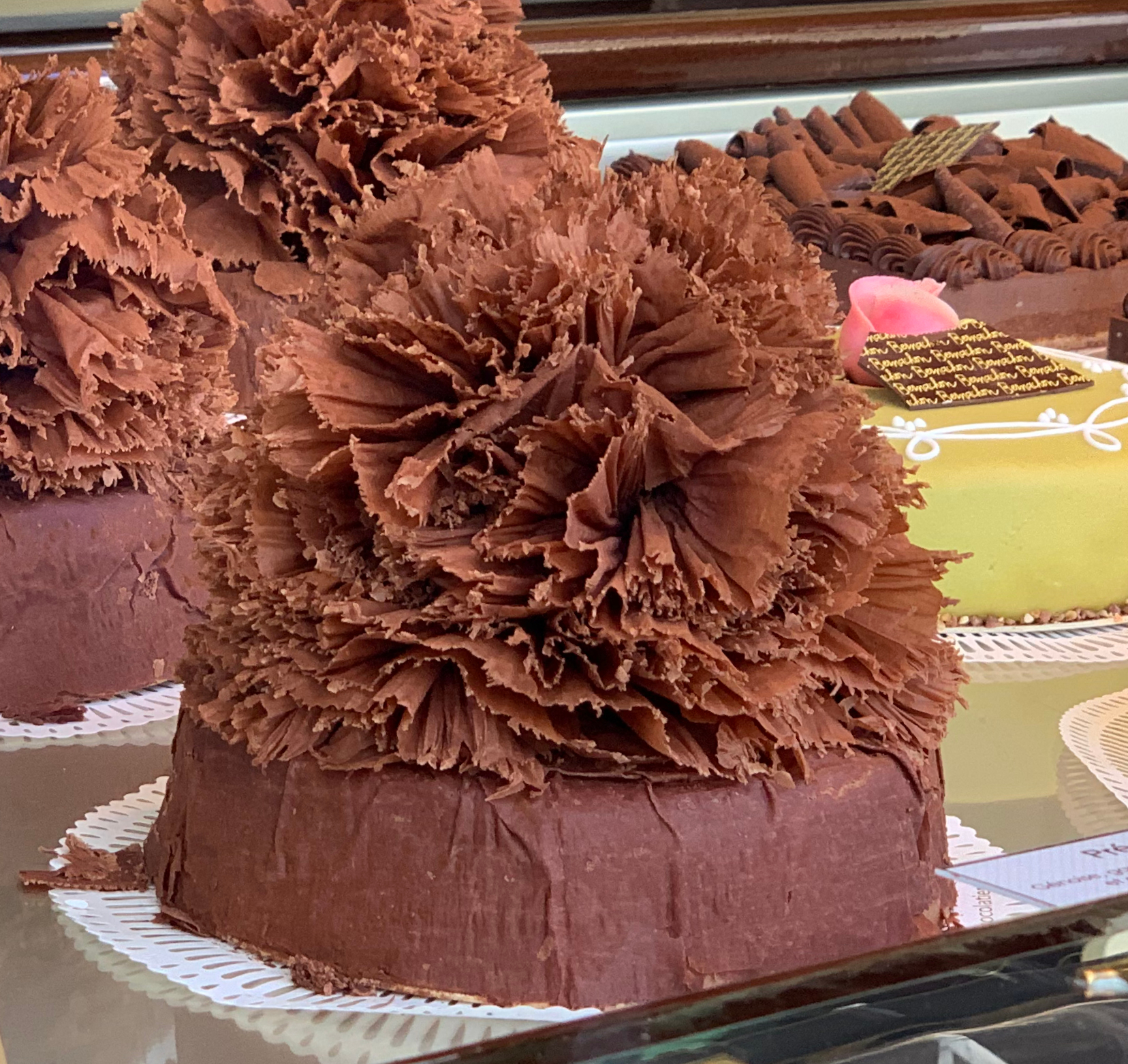
「ベルナシオン」のガトー・デュ・プレジダン

ガトー・デュ・プレジダン、ガトー・プレジダン（フランス語: gâteau du Président）はチョコレートケーキの一種。フランス・リヨンのショコラトリー（チョコレートの専門店）「ベルナシオン」のスペシャリテとして知られる。
「プレジダン」はフランス大統領の意で、1975年に料理人ポール・ボキューズがレジオンドヌール勲章オフィシエを受勲することになった際に開催されたエリゼ宮殿でのパーティーのためにベルナシオンのオーナーパティシエ・モーリス・ベルナシオンが考案したものである。なお、当時のフランス大統領ヴァレリー・ジスカール・デスタンに敬意を表しての命名である。
チョコレートのスポンジ生地、プラリネガナッシュ、チェリーリキュールで風味付けしたサクランボ、チョコレートで構成される。